# نشيد إسبانيا الوطني
يعرف النشيد الوطني الأسباني بتسميات أخرى كالنشيد الملكي Marcha Real، أو Marcha Granadera. وهو معتمد رسميا منذ القرن الثامن عشر، باستثناء فترات قليلة (1820-1823) و (1874-1873) و (1939-1931) حيث تم اعتماد أناشيد وطنية أخرى.

## تاريخ النشيد
- في 1770، اعتمد الملك كارلوس الثالث، نشيد Marcha Granadera، كلحن رسمي يعزف خلال المناسبات الرسمية[1]، قبل أن يتحول إلى نشيد وطني في عهد الملكة إيزابيل الثانية.
- بعد ثورة 1868 نظم اللواء بريم مسابقة وطنية لاختيار نشيد جديد. لم تلق مسابقته أي صدى ليقرر الإبقاء على نشيد ال Granaderos كنشيد رسمي.
- في عهد الملك ألفونسو الثالث عشر، أصدر مرسوم ملكي يقر باعتماد النشيد الوطني وفق توزيع موسيقي لعضو الحرس الملكي، بارطولومي بيريث كأساس.
- إبان فترة الجمهورية الإسبانية الثانية (1931-1939)، تم التخلي على النشيد الملكي، إلى غاية نهاية الحرب الأهلية الإسبانية، حيث سيعاد اعتماده من طرف إسبانيا الفرانكوية.[2]
- في 1997، سيقر مرسوم ملكي[3] الصيغة الرسمية الحالية، التي يرجع توزيعها الموسيقي إلى فرانثيسكو غراو.

## فرضيات حول الأصل
يقترح المؤرخون فرضيتين لمصدر اللحن الأصلي للنشيد الوطني الإسباني.
- الأصل البروسي: يرجح ان يكون فريدرخ الثاني ملك بروسيا، الذي عرف بولعه بالموسيقى، مبدع اللحن الأصلي. ويحتمل أن يكون أهداه في القرن الثامن عشر، لأحد القادة العسكريين الإسبان إبان فترة تدريبهم ضمن الجيش البروسي. ظهرت هذه الفرضية في مجموعة من الكتابات التاريخية في القرن التاسع عشر، وادمجت في موسوعة إيسباسا (Espasa) الإسبانية في 1908.[4]
- الأصل الأندلسي: في 2007، اكتشف الباحثان الموسيقيان المتخصصان في موسيقى العصر الوسيط في إسبانيا، عمر المتيوي وإدواردو بانياغوا، مقطوعة موسيقية كتبها الفيلسوف السرقسطي ابن باجة في القرن الثاني عشر. وهي توشية لنوبة الاستهلال ذات لحن شبيه[5] باللحن الحالي للنشيد الوطني الإسباني.[6] تم تأكيد التشابهات[7] بين المقطوعتين من طرف الموسيقار الإسباني تشابي بينيدا (Chapi Pineda).

## الكلمات
يعتبر النشيد الوطني الإسباني من القلائل، عالميا، الذين يعزفون دون كلمات، على غرار أناشيد سان مارينو والبوسنة والهرسك (إنترميكو). عبر تاريخه، عرف النشيد عدة محاولات لإغنائه بكلمات، بطريقة رسمية أو غير رسمية، إلا أنها لم تلق إجماعا أو قبولا بين مكونات المجتمع الإسباني. وفيما يلي جرد  لصيغ النشيد المغناة المؤرخ لها منذ 1843 :
- صيغة بينتورا دي لابيغا (Ventura de la Vega) سنة 1848.
- صيغة إدواردو ماركينا (Eduardo Marquina)، تحت حكم ألفونسو الثالث عشر.[9]
- صيغة الكارليين خلال القرن 19.
- صيغة خوسي ماريا بيمان (José María Pemán) خلال فترة إسبانيا الفرانكوية.
- صيغة حكومة خوسي ماريا أثنار، التي كتبتها، بتكليف من الحكومة الإسبانية، مجموعة من الأدباء الإسبان مختلفي المشارب الإيديولوجية والجهوية، من بينهم جون جواريستي (Jon Juaristi) وأبيلاردو ليناريس (Abelardo Linares). تم إقبار المشروع لرغبة المشهد السياسي، المتوتر آنذاك، في تفادي الدخول في جدال سياسي حول موضوع حساس كإشكالية النشيد الوطني الإسباني.[10]
- مبادرة اللجنة الأولمبية الإسبانية لسنة 2007، حيث أطلق طلب إبداء اهتمام لعموم الشعب الإسباني، من أجل اقتراح كلمات لتغنى أثناء عزف النشيد الوطني في المنافسات الرياضية الدولية.[11] كان مقررا أن يتم تقديم الصيغة المختارة رسميا في 21 يناير 2008، إلا أن تسريبها إعلاميا[12]، في 11 يناير، خلق رفضا مجتمعيا وجدلا وسط الطبقة السياسية. بعد تقديمها، انطلقت اللجنة الأولمبية في جمع نصف مليون توقيع من المواطنين لكي تتمكن من تقديم مبادرة تشريعية أمام البرلمان الإسباني.في النهاية، قررت اللجنة الأولمبية إقبار المبادرة وعدم تقديمها للبرلمان، لعدم تحقق إجماع حولها.[13] كانت الصيغة المختارة من اقتراح باولينو كوبيرو Paulino Cubero، وهو مواطن عاطل عن العمل من مدينة سيوداد ريال.[14]